# Trevino Forbes
Trevino Forbes (* 7. Juni 1985 in Rehoboth, Südwestafrika) ist ein namibischer Politiker und seit 2020 Bürgermeister der Hafenstadt Walvis Bay. Forbes ist zudem Vizepräsident der Independent Patriots for Change (IPC).

## Politische Karriere
Forbes schloss sich kurz nach der Gründung im August 2020 der IPC an. Bei den Kommunalwahlen 2020 wurde er in den Stadtrat von Walvis Bay gewählt. Hier stellt die IPC seitdem mit vier Sitzen die einfache Mehrheit und übernahm die Macht von der bis dahin regierenden SWAPO. Zum Bürgermeister wurde er am 30. November 2020 mit Unterstützung der anderen Parteien, d. h. Popular Democratic Movement (PDM), dem Landless People’s Movement (LPM) und der Joint Walvis Bay Residents Association (JWRA) gewählt.